# Provincia di Lodi (Lombardia austriaca)
La provincia di Lodi era una provincia della Lombardia austriaca, esistita dal 1786 al 1797.
Capoluogo era la città di Lodi.

## Storia

Il territorio provinciale nel 1786

Il territorio provinciale nel 1791

La provincia fu creata nel 1786 all'atto della suddivisione della Lombardia austriaca in 8 province, create nel clima delle riforme giuseppine.
La provincia comprendeva il territorio conosciuto dall'epoca medievale come "Contado di Lodi", a sua volta corrispondente al territorio diocesano. Ad esso era stata aggregata la Gera d'Adda, storicamente contesa fra Bergamo, Cremona e Milano.

### Suddivisione amministrativa all'atto dell'istituzione (1786)
La provincia era suddivisa in 24 delegazioni, corrispondenti ai 4 vescovati in cui era diviso il vecchio Contado, più 2 ulteriori delegazioni, in cui era divisa la Gera d'Adda.
- Città di Lodi[3]
- Vescovato superiore
  - delegazione I[4]
    - Chiosi di Porta d'Adda; Chiosi di Porta Cremonese; Chiosi di Porta Regale; Vigadore con Riolo e Portadore

  - delegazione II[5]
    - Bisnate; Casolate; Comazzo; Gardino; Lavagna; Marzano; Merlino; Mignete; Vajano; Zelo Buon Persico

  - delegazione III[6]
    - Cassino d'Alberi, Muzzano, Paullo, Tribiano, Villambrera

  - delegazione IV[7]
    - Cologno, Dresano, Isola Balba, Mulazzano, Sordio, Villa Pompeana, Virolo

  - delegazione V[8]
    - Arcagna, Cervignano, Galgagnano, Modignano, Montanaso, Quartiano, Tavazzano

  - delegazione VI[9]
    - Fracchia, Gardella, Nosadello, Spino
- Vescovato di mezzo
  - delegazione VII[10]
    - Andreola, Bottedo, Cà de' Zecchi, Campolongo, Cornegliano, Pezzolo de' Codazzi, Torre de' Dardanoni

  - delegazione VIII[11]
    - Bagnolo, Lodivecchio, Santa Maria di Lodivecchio

  - delegazione IX[12]
    - Casaletto, Gugnano, Pezzolo di Tavazzano, Santa Maria in Prato, San Zenone, Salerano, Villa Rossa

  - delegazione X[13]
    - Caselle, Marudo, Sant'Angiolo, Valera Fratta, Vidardo

  - delegazione XI[14]
    - Bargano, Bonora, Cà dell'Acqua, Castiraga da Reggio, Cazzimano, Fissiraga, Guazzina, Massalengo, Mongiardino, Orgnaga, Trivulzina, Villa Nova

  - delegazione XII[15]
    - Graffignana, San Colombano

  - delegazione XIII[16]
    - Borghetto
- Vescovato inferiore
  - delegazione XIV
    - Brusada, Cà de Bolli, Caviaga, Ceppeda, Lanfroia, Motta Vigana, Muzza Piacentina, Pompola, San Martino in Strada, Sesto, Soltarico

  - delegazione XV
    - Cavenago, Grazzano, Grazzanello, Mairago, Ossago

  - delegazione XVI
    - Melegnanello, Robecco, Turano

  - delegazione XVII
    - Brembio, Cà del Bosco, Secugnago

  - delegazione XVIII
    - Casalpusterlengo, Cassina dei Passerini, Pizzolano, Vittadone, Zorlesco

  - delegazione XIX
    - Camairago, Castiglione, Rovedaro, Terra Nuova, Vinzasca

  - delegazione XX
    - Cà de Mazzi, Cantonale, Livraga, Orio, Ospedaletto

  - delegazione XXI
    - Corte Sant'Andrea, Mirabello, Regina Fittarezza, Senna, Somaglia

  - delegazione XXII
    - Codogno, Gattera, Trivulza

  - delegazione XXIII
    - Cavacurta con Gera,[17] Corno Giovine, Maleo, San Fiorano, Santo Stefano

  - delegazione XXIV
    - Castelnovo Bocca d'Adda,[18] Corno Vecchio, Lardera con Cassina Campagnola, Maccastorna con Cavo, Meleti
- Gera d'Adda superiore
  - delegazione XXV
    - Arsago, Brignano, Calvenzano, Canonica, Caravaggio, Casirate, Cassine San Pietro, Castel Rozzone, Farra, Fornovo, Massari de Melzi, Misano, Mozzanica, Pagazzano, Pontirolo, Treviglio
- Gera d'Adda inferiore
  - delegazione XXVI
    - Abbadia di Cerreto, Agnadello, Boffalora, Crespiatica, Corte Palasio, Dovera, Pandino, Rivolta, Roncadello, Tormo, Vailate

### La riforma di Leopoldo II del 1791
Nel 1791, con l'ascesa al trono di Leopoldo II, la suddivisione provinciale della Lombardia austriaca fu nuovamente modificata, annullando molte delle riforme di Giuseppe II. Pertanto, le due delegazioni di Gera d'Adda vennero nuovamente separate dal territorio di Lodi.

### La provincia in età napoleonica
Con la battaglia di Lodi (10 maggio 1796) i francesi comandati da Napoleone Bonaparte scacciarono gli austriaci dalla Lombardia, proclamando la Repubblica Transpadana (15 ottobre 1796).
Dopo pochi mesi (27 giugno 1797) la repubblica si unì con la Repubblica Cispadana formando la Repubblica Cisalpina, suddivisa a partire dall'8 luglio in dipartimenti creati su modello di quelli francesi. La provincia di Lodi fu unita con il territorio cremasco, già appartenente alla Repubblica di Venezia, formando il dipartimento dell'Adda.